# Baba (planina u Sjevernoj Makedoniji)
Baba je planina u jugozapadnom dijelu Sjeverne Makedonije, koja se nalazi nekoliko kilometara od grada Bitole. 
Često se naziva i Pelister, iako je to samo ime njenog najvećeg vrha. Po površini na kojoj se prostire (436 km²) ona je trinaesta, a po visini (Pelister, 2601 m) treća planina u Sjevernoj Makedoniji. Godine 1948. zbog prirodnih ljepota, povijesnog i znanstvenog značaja planine, jedan njen dio s površinom od 12 500 hektara, je proglašen za "nacionalni park Pelister". Baba je mlada planina. Po svojem tektonskom položaju Baba pripada geotektonskoj cjelini Zapadno-makedonska zona. Planinski masiv Baba je najužniji dio Rodopskog planinskog sustava s alpskim karakterom.